# شان مک‌نامارا (کارگردان)
شان مک‌نامارا (انگلیسی: Sean McNamara؛ زادهٔ ۹ مهٔ ۱۹۶۲) فیلم‌نامه‌نویس، کارگردان فیلم، تهیه‌کننده فیلم، بازیگر تلویزیون و بازیگر سینما اهل ایالات متحده آمریکا است. وی از سال ۱۹۸۹ میلادی تاکنون مشغول فعالیت بوده است.
از فیلم‌ها یا برنامه‌های تلویزیونی که وی در آن نقش داشته است می‌توان به طولانی‌ترین فاصله، موج‌سوار و صدایت را ببر بالا اشاره کرد.

## فیلم‌شناسی
کارگردان
سینما
- ۱۹۸۹: هرج و مرج هالیوود
- ۱۹۹۶: کاسپر: روح تازه‌کار
- ۱۹۹۷: کاسپر: آغازی با روحیه
- ۱۹۹۸: به‌طور پیش فرض
- ۱۹۹۸: کاسپر با وندی دیدار می‌کند
- ۱۹۹۸: نینجا ۳: ظهر بالای کوه مگا
- ۱۹۹۹: پانکس
- ۱۹۹۹: گروگان تری هاوس
- ۲۰۰۴: صدایت را ببر بالا
- ۲۰۱۱: روح موج سوار
- ۲۰۱۳: Robosapien: Rebooted
- ۲۰۱۸: اسب یتیم
- ۲۰۱۸: فصل معجزه
- ۲۰۲۴: ریگان
- ۲۰۱۴: به زودی: دختر پادشاه (فیلمبرداری در سال ۲۰۱۴ اما هنوز هم در انتظار پخش)

تلویزیون
- ۱۹۹۲: شگفت‌انگیز زنده دریا- میمون‌ها
- ۱۹۹۱: دوربین پرده دار
- ۱۹۸۹: ویدئو کاملاً پنهان
- ۱۹۹۵: دیدنی‌ها
- ۱۹۹۴–۱۹۹۶: دنیای مخفی الکسی ماک
- ۱۹۹۹: به دنبال خرس گریزلی
- ۲۰۰۰: دوست من سام